# Simonyi Károly-díj
A Simonyi Károly-díjat 2002 óta azok az oktatók, kutatók nyerhetik el, akik a műszaki tudományok és a fizikai tudományok területén a felsőoktatásban vagy kutatóintézetben kiemelkedő tudományos teljesítményt mutatnak fel.
A díjat az Amerikai Magyar Koalíció (Hungarian American Coalition) és az Arany János Közalapítvány a Tudományért alapította 2002. június 28-án. A minden esztendőben a Magyar Tudomány Napján (november 3.) átadott díjat a magyar mérnök–fizikusról, Simonyi Károlyról nevezték el.
Évente két tudós kapja a díjat, egyikük a fizikai tudományok, másikuk a mérnöki tudományok terén elért eredményeiért.

## Díjazottak

### 2011
- Gábos Zoltán
- Kurutz Kovács Márta

### 2010
- Pálla Gabriella
- Bokor József

### 2009
- Tél Tamás
- Gergely György

### 2008
- Mihály György
- Arató Péter

### 2007
- Szőkefalvy-Nagy Zoltán
- Zarándy Ákos

### 2006
- Farkas Győző
- Stépán Gábor

### 2005
- Kiss Ádám
- Kostka Pál

### 2004
- Bencze Gyula
- Pap László

### 2003
- Janszky József
- Zombori László

### 2002
- Csurgay Árpád
- Németh Judit